# Дилан Ван
Ван Хэди (кит. упр. 王鹤棣, пиньинь Wáng Hè Dì; род. 20 декабря, 1998), также известный как Дилан Ван, — китайский актёр и певец. Наибольшую известность ему принесла роль Даоминга Сы в сериале «Сад падающих звёзд» (2018), а также прорывная роль Дунфан Цинцана в фэнтези-дораме «Любовь между феей и дьяволом» (2022).

## Ранние годы
Дилан Ван родился в Лэшане, провинция Сычуань, в семье, родители которой работали на местной фармацевтической фабрике. Позже его семья открыла закусочную, где продавали жареные на масле шашлычки. С юных лет Ван увлекался баскетболом, восхищаясь Леброн Джеймс. В 14 лет он переехал в Чэнду, чтобы поступить в профессиональное училище, а затем обучался в Юго-Западном авиационном колледже гражданской авиации провинции Сычуань. Во время обучения Ван был моделью на рекламных плакатах программы для бортпроводников. В 2016 году он стал победителем первого конкурса «Звёзды кампусов Сычуаня», который проводился при поддержке различных университетов и колледжей.

## Карьера

### 2017—2021: Начало карьеры
В июне 2017 года 18-летний Ван принял участие в шоу талантов на платформе Youku под названием «Супер Айдол», ведущим которого был Хэ Цзюн. Он одержал победу в конкурсе, что привлекло внимание тайваньского продюсера Энджи Чая, благодаря чему Ван официально начал свою карьеру в индустрии развлечений.
В 2018 году Дилан Ван дебютировал в качестве актёра, исполнив главную роль Даоминга Сы в телесериале «Сад падающих звёзд» — ремейке одноимённой популярной тайваньской дорамы, основанной на японской манге «Цветочки после ягодок» Ёко Камио. О его кастинге было объявлено в ноябрьском выпуске Harper’s Bazaar China за 2017 год вместе с коллегами по съёмочной площадке — Дарреном Ченом, Цезарем Ву и Коннором Леоном. Ван также принял участие в музыкальном шоу Phanta City и стал участником летнего баскетбольного турнира для знаменитостей «Суперпингвинская лига» на Tencent Video. В октябре он присоединился к основному составу второго сезона реалити-шоу Телевидение Хунань «Гостиница».
В 2019 году Ван получил роль в исторической драме «Молодость в пламени войны» с Чжоу Е. Он также участвовал в нескольких эпизодах реалити-шоу Телевидение Хунань «Китайский ресторан 3» в качестве гостя. В сентябре 2019 года Ван вновь участвовал в баскетбольном матче для знаменитостей на Суперпингвинском турнире, проходившем в Шанхайском восточном спортивном центре. В том же году он был утверждён на главную роль во втором сезоне фэнтези-драмы «Да будет ночь». Премьера сериала состоялась в январе 2020 года. Ван также был постоянным участником культурного развлекательного шоу «Летний дворец» (2020) на телеканале Beijing Television под руководством Чжан Голи.
Ван исполнил главную роль в романтической драме «Рациональная жизнь» (2021), где его партнёршей выступила Цинь Лань. Он также снялся в костюмированной фэнтези-дораме «Встретиться с драконом» (2021) вместе с Чжу Сюдань. Этот проект подвергся резкой критике в соцсетях, что негативно отразилось на Ване. Он признал свою вину за неудачу, отметив, что у него был недостаточный опыт работы с персонажами в историческом фэнтези-жанре и его понимание роли было ограниченным.

### 2022-настоящее время: Рост популярности
В январе 2022 года Ван присоединился к основной группе ведущих шоу «Привет, суббота» на телеканале Телевидение Хунань, возглавляемой Хэ Цзюном. Он также стал постоянным участником второго сезона реалити-шоу для знаменитостей «Страна чудес». В июле 2022 года Ван принял участие в шоу Douyin «Школа действий», посвящённом исследованию городов, вместе с Хуан Минхао, Виктором Цинем и Ханикези.
Позднее Ван сыграл главную роль в дораме «Любовь между феей и дьяволом», исполнив роль Дунфан Цинцана. Премьера сериала состоялась в августе 2022 года, и за две недели шоу стало четвёртым проектом на платформе iQiyi, набравшим более десяти тысяч баллов по популярности. «Любовь между феей и дьяволом» заняло первое место среди всех 191 территорий по просмотрам на iQiyi. Этот успех принёс Вану широкую известность в Китае, и его популярность в социальных сетях стремительно росла во время трансляции сериала. В декабре 2022 года Дилан Ван запустил собственный модный бренд D.DESIRABLE.
С конца 2022 по начало 2023 года на iQiyi вышла историческая драма «Запретная любовь», где Ван исполнил главную роль. Он также снялся в современном ситкоме «Молодость в пламени войны», который транслировался на iQiyi и Jiangsu Television в начале 2023 года. Его историческая драма «Юность в огне войны» была показана спустя три года после завершения съёмок. Ван получил роль в комедийном детективе «Стражи Дафэна», экранизации одноимённого веб-романа. Основные съёмки сериала завершились в конце 2023 года после пяти месяцев работы. Его романтическая драма «Только ради любви» с Бай Лу вышла на Mango TV и Телевидение Хунань в ноябре 2023 года.
Ван принял участие в матче знаменитостей на NBA All-Star 2024. В июне 2024 года он завершил съёмки криминального сериала «Свет к ночи».

## Рекламные одобрения
В ноябре 2018 года Дилан Ван выступил в роли молодёжного посла на велогонке Le Tour De France Skoda Shanghai Criterium.
В 2019 году Ван и его коллеги по «Метеоритному саду» стали официальными лицами тайского бренда закусок Tao Kae Noi. Также он стал послом филиппинского бренда Bench и провел фан-встречу в Маниле. С 2022 года Ван рекламирует несколько брендов на внутреннем китайском рынке, среди которых SAIC Volkswagen New Tharu, Maybelline и Sabon.
По состоянию на сентябрь 2024 года Ван является лицом таких китайских брендов, как AutoNavi, Peacebird, Xtep, и Bolon.
Также он представляет международные бренды, включая Pizza Hut, Oreo, Guerlain, Fenty Beauty, Hennessy, Estée Lauder, Пепси и Louis Vuitton.

## Фильмография

### Телесериалы
| Год  | Название на русском          | название на английском                  | Оригинальное название | Роль                             | сеть вещания                | Примечания.   |
| ---- | ---------------------------- | --------------------------------------- | --------------------- | -------------------------------- | --------------------------- | ------------- |
| 2018 | Сад падающих звёзд           | Meteor Garden                           | 流星花园              | Даомин Сы                        | Телевидение Хунань          | [ 13 ]        |
| 2020 | Да будет ночь 2              | Ever Night: War of Brilliant Splendours | 将夜2                 | Нин Цюэ                          | Tencent                     | [ 23 ] [ 66 ] |
| 2021 | Рациональная жизнь           | The Rational Life                       | 理智派生活            | Ци Сяо                           | Телевидение Хунань          | [ 67 ]        |
| 2021 | Встретиться с драконом       | Miss the Dragon                         | 遇龙                  | Юйчи Лунъян / Лун Юйчи / Лун Янь | Tencent                     | [ 68 ]        |
| 2022 | Любовь между феей и дьяволом | Love Between Fairy and Devil            | 苍兰诀                | Дунфан Цинцан                    | iQIYI                       |               |
| 2022 | Запретная любовь             | Unchained Love                          | 浮图缘                | Сяо Дуо                          | iQIYI                       | [ 69 ]        |
| 2023 | Никогда не сдавайся          | Never Give Up                           | 今日宜加油            | Бай Машуай                       | iQIYI                       | [ 70 ]        |
| 2023 | Молодость в пламени войны    | Youth in the Flames of War              | 战火中的青春          | Чэн Цзяшу                        | Цзянсу телевидение          | [ 71 ]        |
| 2023 | Только ради любви            | Only for Love                           | 以爱为营              | Ши Ян                            | Телевидение Хунань/Mango TV | [ 72 ]        |
| 2024 | Страж Дафэна                 | Guardians of the Dafeng                 | 大奉打更人            | Сюй Ци’ань                       | Tencent                     | [ 73 ] [ 74 ] |
| TBA  |                              | Light to the Night                      | 黑夜告白              | Жань Фансю                       | Youku                       | [ 75 ]        |
| TBA  |                              | Live Long and Prosper                   | 咸鱼飞升              | Сун Цяньцзи                      | Телевидение Хунань/Mango TV | [ 76 ] [ 77 ] |

### Фильмы
| Год  | Название на русском                     | название на английском | Оригинальное название | Роль                   | Примечания. |
| ---- | --------------------------------------- | ---------------------- | --------------------- | ---------------------- | ----------- |
| 2023 | Посмотри вверх и увидишь радость дорама | Look Up and See Joy    | 抬头见喜              | Гао Вэньхань / Го Цзай | [ 78 ]      |
| TBA  |                                         | Per Aspera Ad Astra    | 星河入梦              |                        | [ 79 ]      |